# Amazophrynella javierbustamantei

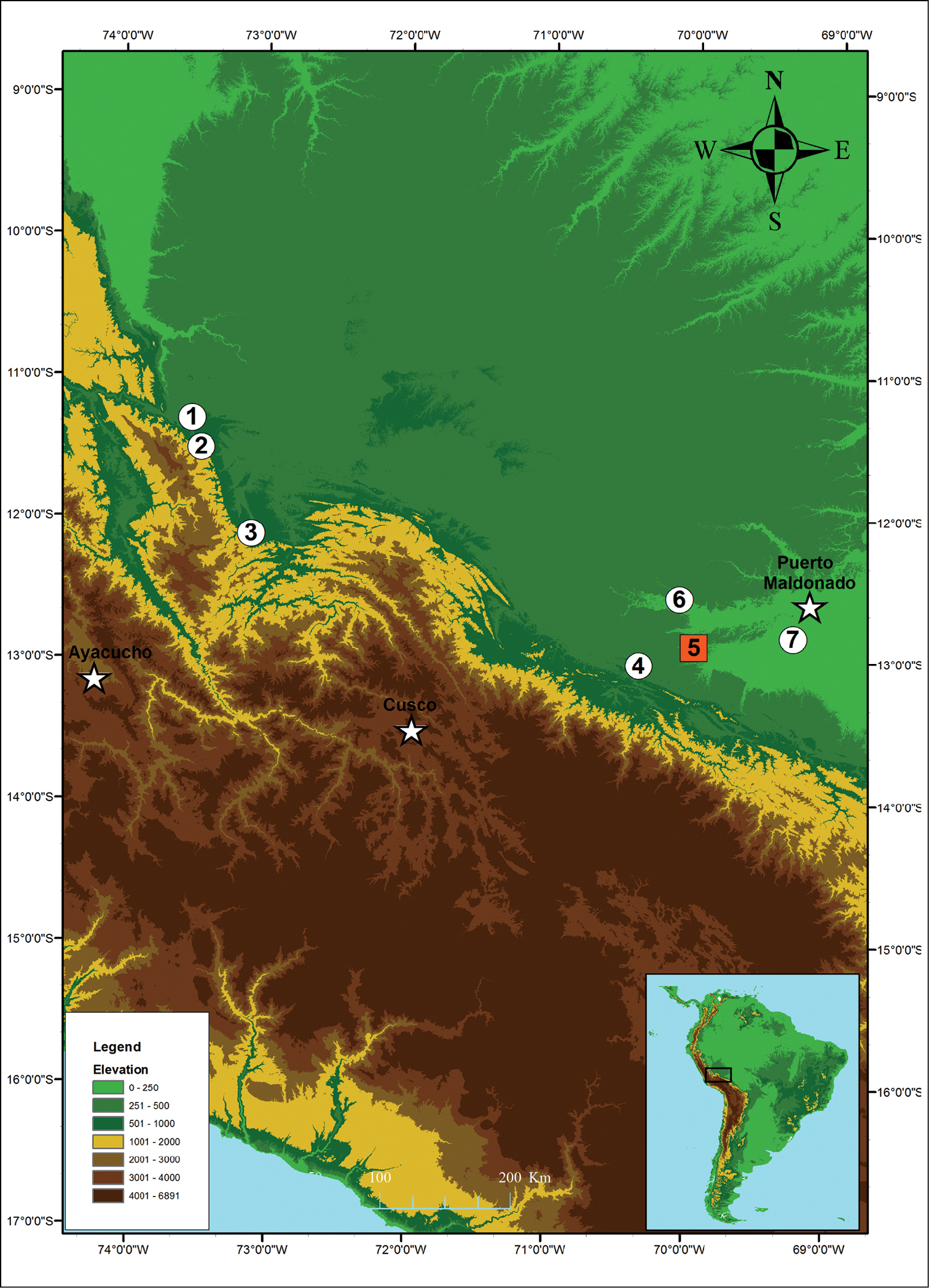
Verbreitung von Amazophrynella javierbustamantei im Amazonasbecken. Die Nummern bezeichnen die einzelnen Fundstellen (farbig die Typuslokalität).

Amazophrynella javierbustamantei ist ein Froschlurch aus der Familie der Kröten. Er wurde aufgrund molekularbiologischer Untersuchungen im Jahr 2016 als bereits vierte Art aus dem Artenkomplex um Amazophrynella minuta ausgegliedert.

## Merkmale
Obwohl Amazophrynella javierbustamantei hauptsächlich durch die Basensequenz der DNA von anderen Arten der Gattung Amazophrynella unterschieden wird, gibt es dennoch einige Merkmale, die auch im Feld zur Bestimmung der Art herangezogen werden können.
Amazophrynella javierbustamantei ist innerhalb ihrer Verwandten aus der Amazophrynella-minuta-Gruppe als mittelgroße Art zu bezeichnen. Die Männchen haben eine Kopf-Rumpf-Länge von rund 1,5 Zentimeter, die Weibchen werden bis 2 Zentimeter groß. Der Bauch ist gelblich gefärbt, mit kleinen, gerundeten schwarzen Punkten. Der Rücken ist warzig bis körnig, trägt aber keine größeren Warzen wie Amazophrynella minuta. Die Rückenfarbe ist hellbraun mit unregelmäßigen dunkelbraunen Flecken.

## Verbreitung
Amazophrynella javierbustamantei kommt in Peru im südöstlichen Amazonasbecken in Höhen zwischen 215 und 708 Metern vor. Das Verbreitungsgebiet umfasst die Regionen Cusco mit dem Flusssystem des Río Urubamba und Río Madre de Dios mit dem Río Inambari, dem Río Candamo und dem Río Tambopata.

## Lebensweise
Die Frösche sind tagaktiv und bewegen sich tagsüber in und auf dem abgefallenen Laub. In der Nacht schlafen sie auf Blättern in rund 30 Zentimetern Höhe. Sie brüten entlang der Ufer stehender Gewässer wie etwa den Altarmen von Flüssen, wo die Männchen im Blattgewirr oberhalb der Gewässer sitzen und ihre charakteristischen Rufe von sich geben. Die akustischen Signale wurden aufgezeichnet und dienen als weiteres Unterscheidungsmerkmal zu anderen Arten. Auf Wurzeln und Geäst, die ins Wasser ragen, befestigen die Weibchen ihre Eier.

## Gefährdung
Der Lebensraum  von Amazophrynella javierbustamantei in Peru ist reich an Bodenschätzen. Drei Fundstellen entlang der Autostraße zwischen Puerto Maldonado und Cusco in der Region Madre de Dios zeigen Spuren von illegalem Goldabbau. Dies hat nicht nur zur Folge, dass der Baumbestand gerodet und die Erde abgetragen wird, sondern geht auch mit der Verschmutzung von Gewässern durch Chemikalien und Schwermetalle wie Quecksilber einher. Zusätzlich sind Ölgesellschaften in diesem Gebiet tätig.
Solange der Artenkomplex um Amazophrynella minuta noch nicht in einzelne Arten aufgelöst war, schrieb man ihm eine geringe ökologische Spezialisierung und eine weite Verbreitung zu. Das führte zu einer Einschätzung von Amazophrynella minuta insgesamt als „nicht gefährdet“ (least concern) durch die IUCN. Im Licht der phylogenetischen Forschung ändert sich dieses Bild. Der Status der einzelnen Arten des Artenkomplexes muss neu untersucht und bewertet werden.

## Systematik und Taxonomie
Die Gattung Amazophrynella wurde im Jahr 2012 aus der Gattung Dendrophryniscus ausgegliedert und umfasste damals nur die im Amazonasbecken beheimateten Arten Amazophrynella minuta und Amazophrynella bokermanni. Bald stellte sich heraus, dass der Name Amazophrynella minuta für mehrere, morphologisch kaum unterscheidbare kryptische Arten stand. 2012 und 2014 wurden zwei weitere, nahe mit Amazophrynella bokermanni verwandte Arten beschrieben. 2015 kamen mit Amazophrynella matses und Amazophrynella amazonicola zwei  aus dem Amazophrynella-minuta-Artenkomplex isolierte Arten hinzu. 2016 wurde Amazophrynella javierbustamantei als Schwesterart von Amazophrynella matses beschrieben. Innerhalb dieses Artenkomplexes ist noch die Beschreibung einer weiteren Art zu erwarten.
Der Artname von Amazophrynella javierbustamantei ehrt den peruanischen Herpetologen Javier Bustamante.